# Una favola (singolo)
Una favola è un singolo della cantautrice pop italiana L'Aura, pubblicato dall'etichetta discografica Sony BMG.

## Il brano
Il brano è stato scritto da L'Aura e prodotto da Enrique Gonzalez Müller. Il singolo, dal titolo omonimo conteneva sia la versione radiofonica sia una versione dal vivo unplugged.
Estratto dal disco di debutto dell'artista, Okumuki, si tratta del suo primo singolo in lingua italiana. Ha raggiunto la posizione numero 28 della classifica ufficiale italiana dei singoli.

## Il video
Il video, diretto da Maki Gherzi, è stato girato in California e mostra, in un primo momento, L'Aura in una foresta vestita da Biancaneve, seguita da scene a rallentatore ambientate nel centro di una città.
È stato pubblicato nella versione "Dual disc" della ristampa dell'album d'origine, Okumuki.

## Classifiche
| Classifica (2005) | Posizione |
| ----------------- | --------- |
| Italia            | 28        |